# Escala Baumé

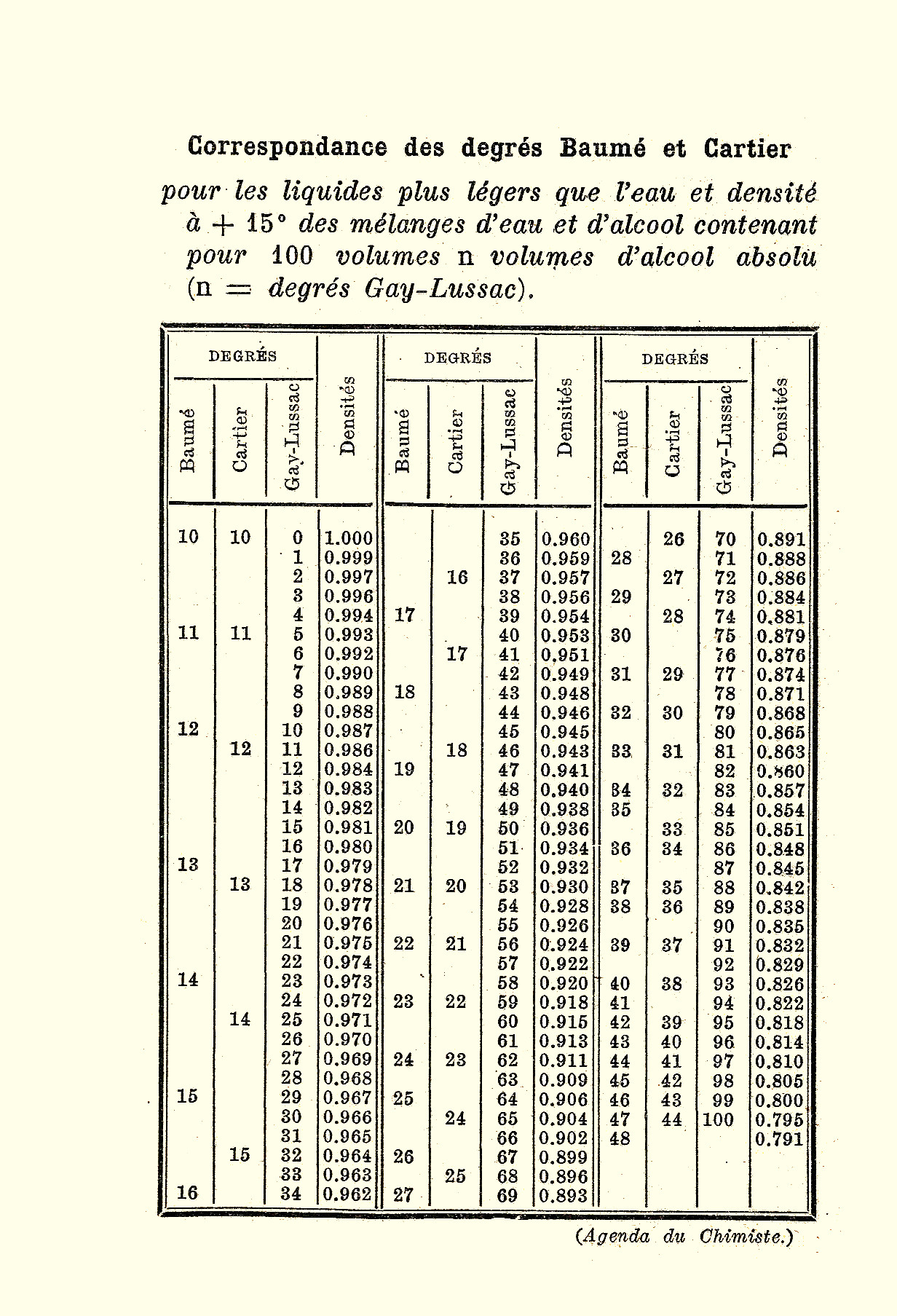
Tabla de correspondencia de los grados Baumé y Cartier para los líquidos más ligeros que el agua y densidad a + 15 °C de las mezclas de agua y alcohol que contienen n volúmenes de alcohol absoluto por 100 volúmenes (n = grados Gay-Lussac).

La escala  Baumé es una escala usada en la medida de las concentraciones de ciertas soluciones (jarabes, ácidos). Fue creada por el químico y farmacéutico francés Antoine Baumé (1728–1804) en 1768 cuando construyó su areómetro. Cada elemento de la división de la escalera Baumé se denomina grado Baumé y se simboliza por ºB o ºBé. 
La graduación de un areómetro en grados Baumé se establece en referencia a una disolución acuosa de cloruro de sodio (NaCl) al 10% en masa y agua destilada. Se marca el valor 0 para el agua destilada y el valor 10 para la disolución al 10%, y se divide el espacio entre ambos en 10 grados Baumé. La escala se puede alargar por abajo para líquidos menos densos que el agua destilada (ρ=1 g/cm³). Para líquidos más densos que el agua la escala es un poco diferente: se mantiene el valor 0ºBé para el agua destilada y se pone el valor 15ºBé cuando el areómetro está dentro de una disolución al 15% de cloruro de sodio. Esto hace que las dos escalas no se correspondan; por ejemplo los 25ºBé (densidad alta) no coinciden con los 25ºBé (densidad baja), y por esta razón se la considera una escala confusa.
La relación entre la densidad, ρ, de la disolución y los grados Baumé se ha expresado de diversas formas durante el tiempo que se ha empleado. Actualmente a 20 °C la relación entre la densidad, ρ, y los grados Baumé de una disolución viene dada por las siguientes relaciones:
- Para líquidos más densos que el agua (ρ > 1 g/cm³):
ºBé = 145 – 145/ρ
ρ = 145/(145 - ºBé)
- Para líquidos menos densos que el agua (ρ < 1 g/cm³):
ºBé = 140/ρ – 130
ρ = 140/(130 + ºBé)

Su ventaja es que permite evaluar la concentración de cualquier solución con una misma unidad (grados Baumé) y un mismo aparato (el areómetro Baumé), pero hace falta emplear una tabla específica para determinar la concentración de cada tipo de sustancia. Se sigue empleando en la actualidad en la producción industrial de cerveza, vino, miel y ácidos concentrados.
Los grados Baumé se relacionan con la gravedad específica (GE) de la misma forma, se debe tomar en cuenta que la temperatura de referencia es de 60 °F en lugar de 4 °C: GE((60°)/(60°))F.
- Para líquidos más pesados que el agua:
GE = 145/(145 - ºBé)
- Para líquidos más ligeros que el agua:
GE = 140/(130 + ºBé)

Con base en la escala Baumé, el American Petroleum Institute (API) desarrolló una escala un poco diferente. Las fórmulas son:
- Para líquidos más ligeros que el agua:
GE = 141.5/(131.5 + ºAPI)
API = (141.5/GE) - 131.5)[2][3]